# Furongxiu
Furongxiu, 1300-talet, var en kinesisk operasångerska. 
Furongxiu kom från Jinhua, men om hennes privatliv är inget känt. Som artist var hon på sin tid berömd i Kina och var aktiv både som operasångerska inom den sydkinesiska operakonsten känd som xiaoling, och som skådespelare inom zajuteatern. Den främsta scenkonstkritikern i det dåtida Kina, Xia Tingzhi (1316-1370), beskriver henne som en av scenkonstens främst artister, känd för sin talang inom båda dessa konstformer. 